# شهرستان بلیر (پنسیلوانیا)
شهرستان بلیر، پنسیلوانیا (به انگلیسی: Blair County, Pennsylvania) شهرستانی در ایالات متحده آمریکا است که در پنسیلوانیا واقع شده‌است.

## خصوصیات
شهرستان بلیر ۱٬۳۶۴٫۹۳ کیلومترمربع مساحت دارد.